# Stokomani
Stokomani is een Frans discount-warenhuis. De onderneming werd opgericht in 1961 en had begin 2024 145 winkels in Frankrijk. Het assortiment bestaat uit voeding, drogisterij-artikelen, mode, huishoudartikelen, speelgoed en seizoensproducten.

## Geschiedenis
In 1961 richtte Maurice Namani, een Corsicaanse herder, het bedrijf "Soldes na.ma.ni" op in Parijs. Het werd al snel een grote naam in het opkopen en verkopen van overvoorraden kleding. Tien jaar later opende het bedrijf zijn eerste winkel in Creil in het departement Oise, gevolgd door een tweede in La Seyne-sur-Mer in 1980. Hoewel de kledinghandel de kernactiviteit bleef, breidde het assortiment uit met speelgoed en drogisterijartikelen. In 1995 besloot het zijn winkelnetwerk uit te breiden: het bedrijf werd vernieuwd en omgedoopt tot "Stokomani".Het hoofdkantoor is gevestigd in Creil .
Het concept van Stokomani is gebaseerd op afgeprijsde A-merken. De producten zijn grotendeels afkomstig van onverkochte voorraden van de fabrikanten hiervan.  De grote winkels hebben een gemiddelde oppervlakte van 2.000 m². Het assortiment bestaat uit voeding, drogisterij-artikelen, mode, huishoudartikelen en speelgoed. Daarnaast worden seizoensproducten verkocht, die het hele jaar door veranderen  (tuinieren, kamperen, schoolbenodigdheden, kerstdecoratie, enz.). 
De retailer heeft een productcyclus van een week, wat betekent dat artikelen in de winkel elke week veranderen. De winkels hebben bijna 20.000 producten op voorraad en werken samen met zo'n 300 A-merken.
Het eerste logistieke centrum van het bedrijf huist bij het hoofdkantoor. Een tweede logistiek centrum werd geopend in Longueil-Sainte-Marie, waardoor de totale logistieke ruimte op 80.000 m² komt. In 2024 wordt er een nieuw logistiek centrum bij het hoofdkantoor geopend met een oppervlakte van 62.000 m².
In 2019 had het bedrijf een omzet van € 500 miljoen. In 2022 was dit toegenomen tot € 800 miljoen en had het bedrijf 3.500 medewerkers.
In de jaren 2010 wilde Stokomani expanderen door jaarlijks zo'n 10 nieuwe winkels te openen. Veel nieuwe klanten werden verkregen via mond-tot-mondreclame, wat een gemakkelijke en effectieve manier is om een breder publiek te bereiken. Op langere termijn wilde het bedrijf een landelijke dekking hebben. Begin 2024 had het bedrijf 145 filialen in Frankrijk. Op 7 november 2023 opende het bedrijf de eerste winkel in Zwitserland in Conthey. Voor een verdere expansie kijkt het bedrijf naar omliggende landen als België, de Franse overzeese gebiedsdelen en de Maghreb.  